# They die
«They Die» es un sencillo de la banda de rock británica Anathema, con «Crestfallen» en el lado B. Fue lanzado en 1992 bajo el sello Witchhunt Records. Fue la primera producción de Anathema que tuvo el respaldo de un sello discográfico. Fueron lanzadas 1000 copias[cita requerida] en formato de disco de vinilo de siete pulgadas.

## Lista de canciones
| Lado A |            |              |                |          |  |
| N.º    | Título     | Letras       | Música         | Duración |  |
| 1.     | «They Die» | Darren White | Danny Cavanagh | 7:00     |  |

| Lado B |               |                |                |          |  |
| N.º    | Título        | Letras         | Música         | Duración |  |
| 1.     | «Crestfallen» | Danny Cavanagh | Danny Cavanagh | 7:21     |  |
| 14:21  |               |                |                |          |  |

## Créditos
Intérpretes
- Darren White: voz
- Duncan Patterson: bajo eléctrico
- Daniel Cavanagh: guitarra eléctrica
- Vincent Cavanagh: guitarra eléctrica
- John Douglas: batería

Otros
- Biomass Art, Ian Stead: arte de la carátula.